# Cot Parejeurat
Cot Parejeurat är ett berg i Indonesien.   Det ligger i provinsen Aceh, i den västra delen av landet, 1 800 km nordväst om huvudstaden Jakarta. Toppen på Cot Parejeurat är 364 meter över havet.
Terrängen runt Cot Parejeurat är kuperad åt nordost, men åt sydväst är den platt. Havet är nära Cot Parejeurat åt nordost. Runt Cot Parejeurat är det ganska glesbefolkat, med 22 invånare per kvadratkilometer. Närmaste större samhälle är Banda Aceh, 15,6 km väster om Cot Parejeurat. Omgivningarna runt Cot Parejeurat är en mosaik av jordbruksmark och naturlig växtlighet.